# 肛門三角
肛門三角（anal triangle）又称肛三角，是會陰的後半部，属于广义肛区（anal region）的一部分，肛三角包括了肛管，相關的肌肉、韌帶、血管以及陰部的神經。
肛門三角和會陰前半部的泌尿生殖三角不同，肛門三角的組成不受性別的影響。

## 結構
肛門三角可以用其各頂點或各邊來定義。
- 頂點
  - 有一個頂點在尾骨
  - 另外二個頂點在髋骨的二個坐骨結節（英语：ischial tuberosities）
- 邊
  - 會陰膜（英语：perineal membrane），會陰膜的後緣即為肛門三角的前緣
  - 二條骶骨韌帶（英语：sacrotuberous ligaments）

## 內部
肛門三角中的部份內部組織如下：
- 坐骨肛門窩（英语：Ischioanal fossa）
- 肛尾韌帶（英语：Anococcygeal body）
- 骶結節韌帶（英语：Sacrotuberous ligament）
- 骶棘韌帶（英语：Sacrospinous ligament）
- 陰部神經
- 內陰動脈及內陰靜脈（英语：Internal pudendal vein）
- 肛管（英语：anal canal）
- 肌肉
  - 肛門外擴約肌（英语：Sphincter ani externus muscle）
  - 臀大肌
  - 閉孔內肌（英语：Obturator internus muscle）
  - 提肛肌（英语：Levator ani muscle）
  - 尾骨肌（英语：Coccygeus muscle）

## 插圖

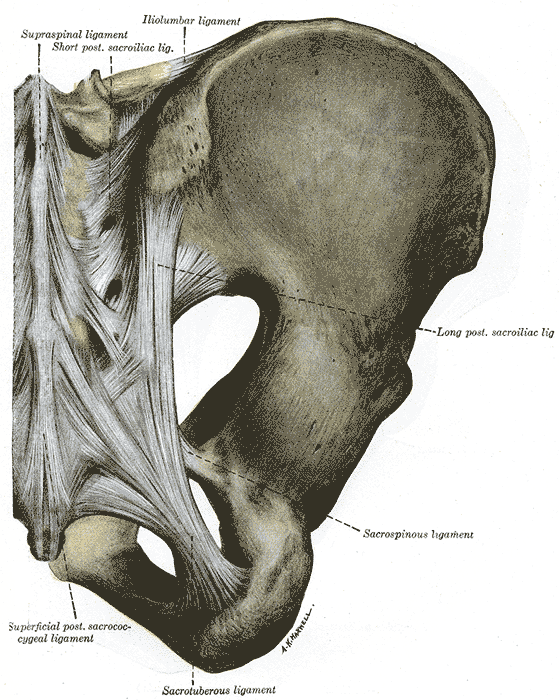
骨盆關節，後視圖。
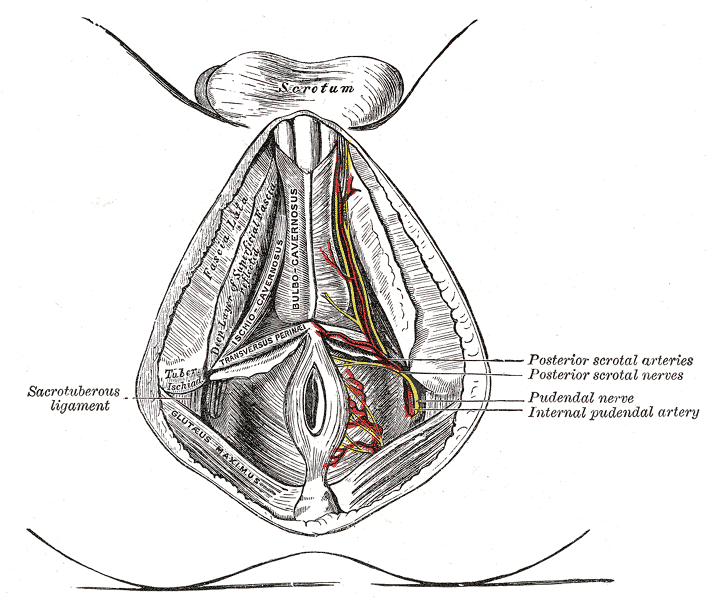
陰部內動脈的淺表分支。
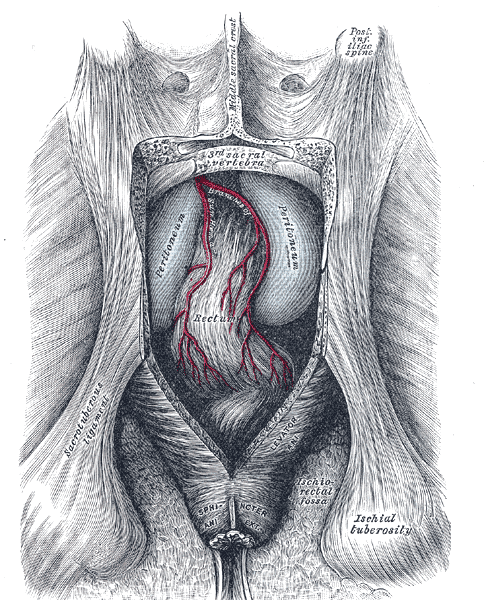
移除骶骨及尾骨下方後，所看到的直腸後方

## 外部連結
- 人体解剖学在线（Human Anatomy Online）网站上的相关图片：41:01-0202 - "The Female Perineum: Boundaries of the Female Perineum"
- （英文）perineum 在韦斯利诺曼的解剖课上（乔治城大学） (perineumboundaries)